# Karolína Lea Nováková

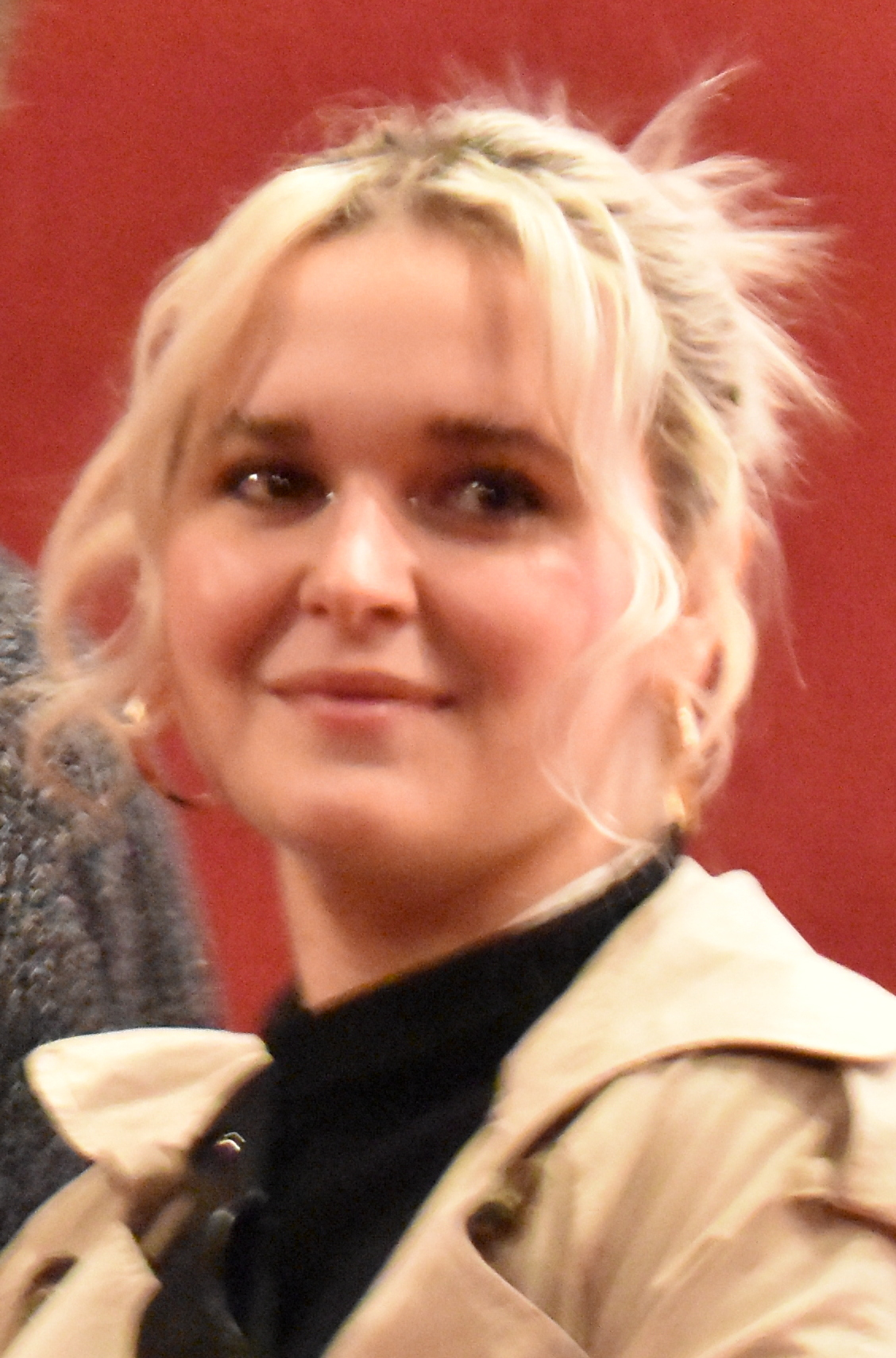
Karolína Lea Nováková (2023)

Karolína Lea Nováková (* 2004) ist eine tschechische Schauspielerin.

## Leben
Karolína Lea Nováková wurde 2004 in eine Künstlerfamilie hineingeboren. Ihre Großeltern mütterlicherseits sind der slowakische Schauspieler Július Vašek und die Balletttänzerin Gabriela Vašeková, die am Slowakischen Nationaltheater tanzte. Karolína Lea Nováková beschäftigte sich als Kind viel mit dem Tanzen und begann unter der Leitung von Jana Cigánková und Jiří Plecháč an der Ballettschule Pirueta in Prag, bevor sie in das Fantasy Dance Studio von Annie und Tom Nováček wechselte, in dem Bee Endyšová die Leitung hatte. Später tanzte sie in der Vivid Dance Company, wo Dee Červinková die choreografische Leitung innehatte. Ab 2018 begann sie im Musiktheater und übernahm zunächst am Kalich-Theater in Prag die Rolle der Seele des Rattenfängers in dem Musical Der Rattenfänger von Mirjam Landa. 2018 spielte sie in Ostrava am Jiří-Myron-Theater in Andrew Lloyd Webbers Musical Cats mit, in den Rollen von Jemina und Dželina. Anschließend spielte Nováková am DJKT-Theater in Pilsen in Elton Johns Billy Elliot.
Ihren ersten Auftritt vor der Kamera hatte Karolína Lea Nováková 2017 in einer kleinen Rolle in der deutschen Fernsehserie Charité, 2018 folgte eine Rolle in der Netflix-Serie Heimgesucht – Unglaubliche Berichte. Weitere Auftritte in Serien folgten, so unter anderem in 19 Folgen der Serie Osada von Radek Bajgar und Petr Koleček. In der US-amerikanischen Produktion White Bird übernahm sie eine kleine Rolle. 2023 spielte in dem Film Bratři die Rolle der Zdena 'Nenda' Masinova Jr., was Nováková  eine Nominierung für den Český lev („Böhmischer Löwe“) als Beste Nebendarstellerin einbrachte.

## Filmografie
- 2017: Charité
- 2018: Heimgesucht – Unglaubliche Berichte
- 2021–2023: Osada
- 2022: Pan profesor
- 2022: White Bird
- 2023: Bratři